# Aquilolamna
Aquilolamna är ett utrotat släkte av underklassen elasmobranchii från den sena kritaperioden. Släktet hittades i "Agua Nueva Formation" i Mexiko och är för närvarande känt att bara innehålla en art, A. milarcae, även känd som örnhajen, och den är klassificerad i sin egen familj Aquilolamnidae.

## Taxonomi
Även om Aquilolamna anses vara en elasmobranchii, är dess taxonomi fortfarande debatterad. Detta eftersom holotypen, även om den är välbevarad, saknar tänder, vilket är viktigt för att bestämma de taxonomiska affiniteterna hos fossila hajar; de tros ha lossnat när individen dog, men kan finnas förvarade djupare i formateringen där fossilet hittades. Släktet tilldelades preliminärt Lamniformes i sin ursprungliga beskrivning baserat på några morfologiska likheter med andra familjemedlemmar. På grund av dess extremt ovanliga egenskaper har andra paleontologer dock förbehåll mot att klassificera det som sådant, och framtida forskning kan krävas. Det har också misstänkts att Aquilolamna kan ha varit nära besläktad till Cretomanta, en utdöd neoselachii med osäker taxonomisk affinitet som beskrivs 1990 från tänder som hittades i Texas (med ytterligare rester hittade i Kanada och Colorado). Cretomanta levde ungefär samtidigt som Aquilolamna och med tanke på deras möjliga likheter kan båda släkten tillhöra samma (okända) familj.

## Beskrivning
Aquilolamna visar en rad extremt ovanliga anpassningar som gör den olik alla levande och utdöda hajarter. Den hade en torpedformad kropp och svans som liknade de flesta hajar, men hade också ett par extremt långa, vingliknande bröstfenor vars bredd från spets till spets var bredare än djurets längd. Detta, i kombination med sitt breda huvud, har lett till hypotesen att Aquilolamna var en planktonätande filtrerare, vilket tyder på en form av konvergent utveckling, med många likheter till mantor, som först dök upp miljontals år senare i fossilregistret. Till skillnad från mantor, som "flyger" genom vattnet genom att flaxa sina fenor, kan Aquilolamna istället ha stadigt "glidit" genom vattnet med hjälp av sina smala bröstfenor och drivit sig framåt med svansen.

## Upptäckt
Släktet beskrevs från ett enda extremt välbevarat exemplar, innehållande ett fullständigt bevarat skelett och potentiella hudavtryck, som hittades 2012 av en stenbrottsarbetare i Vallecillo i den mexikanska delstaten Nuevo León. Provet kom till den lokala paleontologen Margarito González González, som samlade och förberedde provet. Under de kommande åren fick den ökad uppmärksamhet vid paleontologiska konferenser och beskrevs slutligen 2021.

## Paleoekologi
Aquilolamna bodde sannolikt i en pelagisk livsmiljö under den turoniska perioden i yngre krita för cirka 93 miljoner år sedan. Formationen den hittades i, Agua Nueva, tros vara sammansatt av sediment som deponerats i den yttre delen av en grund kontinentalsockel. Aquilolamna kan ha delat sin livsmiljö med marina reptiler, såsom Mauriciosaurus, ammoniter och olika beniga fiskar som Vallecillichthys, Goulmimichthys och Araripichthys. Det främsta rovdjuret i ekosystemet var troligen den stora makrillhajen Cretoxyrhina. Släktet kan ha dött ut efter en nedgång i planktonpopulationer till följd av försurning från krita-tertiär-gränsen, där deras ekologiska nisch sedan fylldes av örnrockor och andra batoider.